# 沈学彬
沈学彬（1955年—），汉族，中华人民共和国政治人物、第十一届全国政协委员。
担任中国基督教三自爱国运动委员会副主席、上海市基督教两会副秘书长。2008年，当选第十一届全国政协委员，代表宗教界，分入第五十一组。2018年1月，当选第十三届全国政协委员。